# Jimmy Hart
Jimmy Ray Hart, også kendt under ringnavnet "The Mouth of the South" Jimmy Hart (født 1. januar 1943) er en manager, komponist og musiker inden for wrestling. Han har arbejdet i World Wrestling Federation, World Championship Wrestling, Continental Wrestling Association, Memphis Wrestling, United States Wrestling Association, X Wrestling Federation, WrestleXpress og Total Nonstop Action Wrestling. Han har været manager for en række populære wrestlere, heriblandt Hulk Hogan, Bret Hart, Jerry "The King" Lawler, Ted DiBiase og The Honky Tonk Man.